# Charles d'Ursel
Charles, 2º duca di Ursel e Hoboken (Bruxelles, 26 giugno 1717 – Bruxelles, 11 gennaio 1775), è staro un generale del Sacro Romano Impero. Succedette a suo padre e divenne il secondo duca di Ursel nel 1738.

## Biografia
Era il figlio di Conrad-Albert, I duca d'Ursel (1665–1738) ed Eleonora di Salm. Fu tenuto a battesimo dall'imperatore Carlo VI e a da sua moglie l'imperatrice Elisabetta Cristina, rappresentati durante la cerimonia dal marchese e dalla marchesa de Prié.
Attraverso sua madre, fu il primo principe di Arches e Charleville del ramo Ursel. Ereditò e successe al padre nei suoi beni e dignità, diventando maresciallo ereditario del ducato di Brabante e gran cacciatore e Alto Forestiero delle Fiandre. Fece carriera alla corte imperiale di Vienna, divenne colonnello del reggimento Murray nel 1745, poi del reggimento de Ligne nel 1748. Promosso al grado di Luogotenente Feldmaresciallo, divenne ciambellano dell'imperatore e governatore di Bruxelles. Fu nominato cavaliere dell'Ordine del Toson d'oro da Giuseppe II nel 1771.

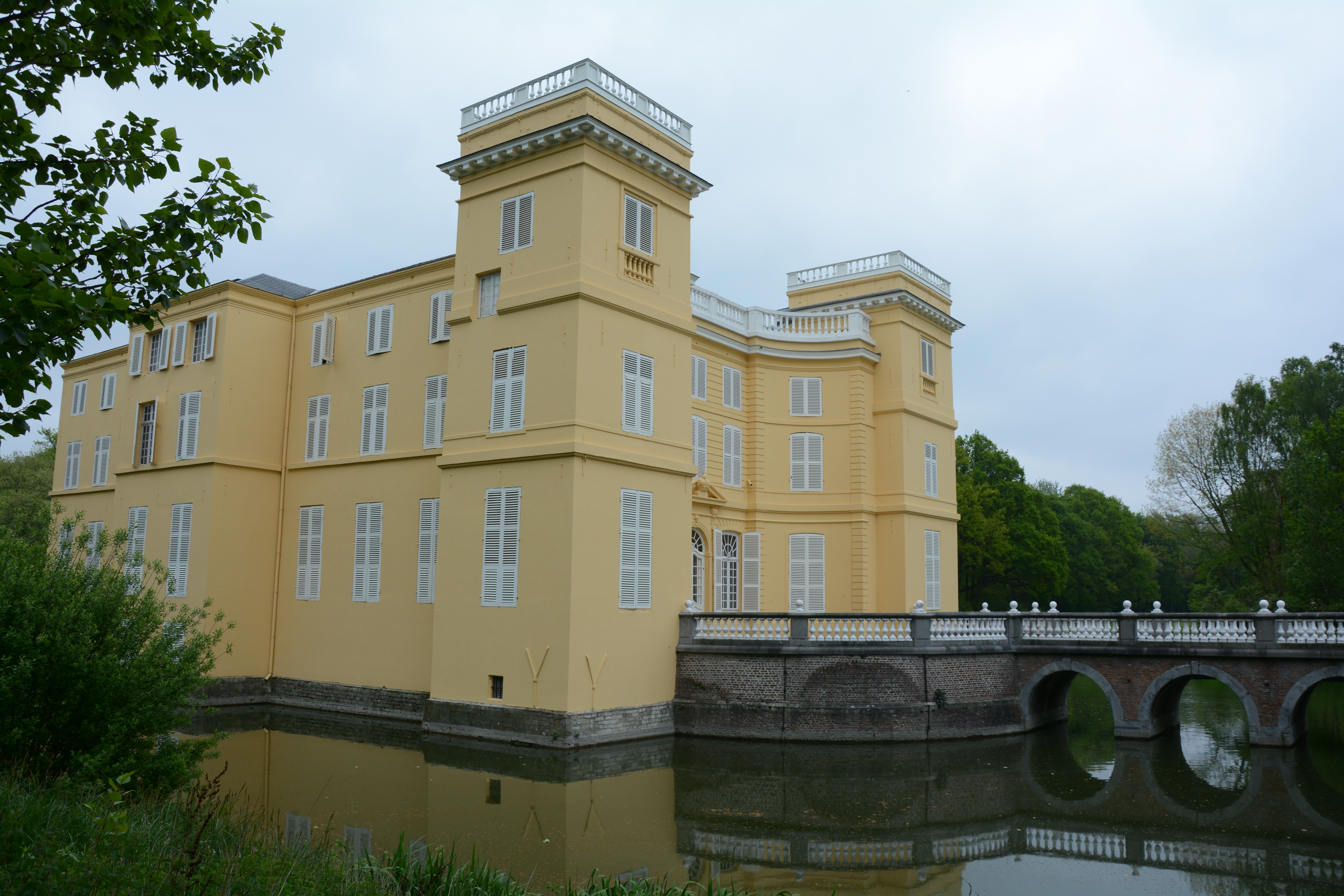
Esterno del castello D'Ursel, commissionato dal secondo duca

Carlo fu rilevante per il patrimonio familiare: decise di incaricare Giovanni Niccolò Servandoni di ridisegnare il castello di Hingene, restaurando sia gli interni che gli esterni. Servadoni progettò grandi piani per rimodellare l'intero castello e il giardino, ma il duca rifiuta. L'attuale facciata del castello conserva ancora l'impressione classica di quest'epoca.
Dal matrimonio con la principessa Eleonora di Lobkowicz, figlia di Johann Georg Christian, principe di Lobkowitz e della contessa Henriette di Waldstein, avvenuto nell'agosto 1740, nacquero:
- Charlotte Philippine Elisabeth Leonarde, Comtesse d'Ursel (1741-1776)

∞ Leopold Carl, Graf von Stain (1729-1809)
- Marie Henriette Christine Eleonore, Comtesse d'Ursel (1743-1810)

∞ Joseph Johann, conte von Ferraris (1726-1814); la loro nipote Melanie Zichy-Ferraris, attraverso l'unica figlia, diventò la terza moglie del Principe di Metternich.
- Louis, Comte d'Ursel (giugno 1747)
- Emmanuel, Comte d'Ursel (dicembre 1748)
- Wolfgang Guillaume Joseph Leopold Vital, III duca d'Ursel (1750-1804)

∞ principessa Flore d'Arenberg (1752-1832)

## Ascendenza
|                                    |                                    |                                         | Genitori                                 |  |  | Nonni |  |  | Bisnonni           |  |  | Trisnonni                  |  |
|                                    |                                    |                                         |                                          |  |  |       |  |  | 8. Corrado d'Ursel |  |  | 16. Corrado Schetz d'Ursel |  |
|                                    |                                    |                                         |                                          |  |  |       |  |  | 8. Corrado d'Ursel |  |  | 16. Corrado Schetz d'Ursel |  |
|                                    |                                    | 17. Francesca Grusset                   |                                          |  |  |       |  |  | 8. Corrado d'Ursel |  |  |                            |  |
| 4. Francesco d'Ursel               |                                    |                                         |                                          |  |  |       |  |  | 8. Corrado d'Ursel |  |  |                            |  |
|                                    |                                    | 9. Anna Maria di Robles                 | 18. Giovanni di Robles                   |  |  |       |  |  |                    |  |  |                            |  |
|                                    |                                    | 9. Anna Maria di Robles                 | 18. Giovanni di Robles                   |  |  |       |  |  |                    |  |  |                            |  |
|                                    |                                    | 9. Anna Maria di Robles                 | 19. Maria di Gavere van Liedekerke       |  |  |       |  |  |                    |  |  |                            |  |
| 2. Corrado Alberto d'Ursel         |                                    | 9. Anna Maria di Robles                 |                                          |  |  |       |  |  |                    |  |  |                            |  |
|                                    |                                    | 10. Ambrogio di Hornes                  | 20. Gerardo di Hornes                    |  |  |       |  |  |                    |  |  |                            |  |
|                                    |                                    | 10. Ambrogio di Hornes                  | 20. Gerardo di Hornes                    |  |  |       |  |  |                    |  |  |                            |  |
|                                    |                                    | 10. Ambrogio di Hornes                  | 21. Onorata di Witthem                   |  |  |       |  |  |                    |  |  |                            |  |
| 5. Onorata Maria Dorotea di Hornes |                                    | 10. Ambrogio di Hornes                  |                                          |  |  |       |  |  |                    |  |  |                            |  |
|                                    |                                    | 11. Maria Margherita di Bailleul        | 22. Massimiliano di Bailleul             |  |  |       |  |  |                    |  |  |                            |  |
|                                    |                                    | 11. Maria Margherita di Bailleul        | 22. Massimiliano di Bailleul             |  |  |       |  |  |                    |  |  |                            |  |
|                                    |                                    | 11. Maria Margherita di Bailleul        | 23. Cristina di Lalaing                  |  |  |       |  |  |                    |  |  |                            |  |
| 1. Carlo d'Ursel                   |                                    | 11. Maria Margherita di Bailleul        |                                          |  |  |       |  |  |                    |  |  |                            |  |
|                                    | 12. Leopoldo Filippo Carlo di Salm | 24. Filippo Ottone di Salm              |                                          |  |  |       |  |  |                    |  |  |                            |  |
|                                    | 12. Leopoldo Filippo Carlo di Salm | 24. Filippo Ottone di Salm              |                                          |  |  |       |  |  |                    |  |  |                            |  |
|                                    | 12. Leopoldo Filippo Carlo di Salm | 25. Cristina di Croÿ-Aarschot           |                                          |  |  |       |  |  |                    |  |  |                            |  |
| 6. Carlo Teodoro di Salm           | 12. Leopoldo Filippo Carlo di Salm |                                         |                                          |  |  |       |  |  |                    |  |  |                            |  |
|                                    |                                    | 13. Maria Anna di Bronckhorst-Batenburg | 26. Dietrich IV di Bronckhorst-Batenburg |  |  |       |  |  |                    |  |  |                            |  |
|                                    |                                    | 13. Maria Anna di Bronckhorst-Batenburg | 26. Dietrich IV di Bronckhorst-Batenburg |  |  |       |  |  |                    |  |  |                            |  |
|                                    |                                    | 13. Maria Anna di Bronckhorst-Batenburg | 27. Maria Anna di Immersel               |  |  |       |  |  |                    |  |  |                            |  |
| 3. Eleonora Cristina di Salm       |                                    | 13. Maria Anna di Bronckhorst-Batenburg |                                          |  |  |       |  |  |                    |  |  |                            |  |
|                                    |                                    | 14. Edoardo del Palatinato-Simmern      | 28. Federico V del Palatinato            |  |  |       |  |  |                    |  |  |                            |  |
|                                    |                                    | 14. Edoardo del Palatinato-Simmern      | 28. Federico V del Palatinato            |  |  |       |  |  |                    |  |  |                            |  |
|                                    |                                    | 14. Edoardo del Palatinato-Simmern      | 29. Elisabetta Stuart                    |  |  |       |  |  |                    |  |  |                            |  |
| 7. Luisa Maria del Palatinato      |                                    | 14. Edoardo del Palatinato-Simmern      |                                          |  |  |       |  |  |                    |  |  |                            |  |
|                                    |                                    | 15. Anna Maria di Gonzaga-Nevers        | 30. Carlo I di Gonzaga-Nevers            |  |  |       |  |  |                    |  |  |                            |  |
|                                    |                                    | 15. Anna Maria di Gonzaga-Nevers        | 30. Carlo I di Gonzaga-Nevers            |  |  |       |  |  |                    |  |  |                            |  |
|                                    |                                    | 15. Anna Maria di Gonzaga-Nevers        | 31. Caterina di Lorena                   |  |  |       |  |  |                    |  |  |                            |  |
|                                    |                                    | 15. Anna Maria di Gonzaga-Nevers        |                                          |  |  |       |  |  |                    |  |  |                            |  |

## Opere
- Charles d'Ursel, Biographie nationale de Belgique, tome 25, Académie royale de Belgique